# Amenemhat-Ânkh
Pour les articles homonymes, voir Amenemhat et Amenemhat-Ânkh (vizir).
Amenemhat-Ânkh est un prince égyptien, second fils de Sésostris Ier. Sa mère est très probablement Néférou III.
Il a pour frère Amenemhat II et pour sœurs, Sébat, Sobeknéferou, Néferou-Ptah et Itakaiet Ire.

## Attestations
Amenemhat-Ânkh est mentionné sur une fausse porte qui se trouvait à l'origine dans sa tombe mais qui a été retrouvée réutilisée dans la tombe de Khénémet et Siese à Dahchour. Il est également mentionné sur la base d'une statue brisée à son effigie, trouvée à Saqqarah et aujourd'hui conservée au Musée égyptien du Caire, sur laquelle figure sa nomination d'un prêtre nommé Tétiemsaf. Son nom apparaît également sur une statue d'Horemsaf à Saqqarah, sur une base de statue trouvée dans l'enceinte de Mout au temple de Karnak, aujourd'hui situé au Caire, et dans les inscriptions de la tombe du vizir Khnoumhotep (tombe 2 à Dahchour).